# Craspedosoma fontanellum
Craspedosoma fontanellum är en mångfotingart som beskrevs av Carl Graf Attems 1927. Craspedosoma fontanellum ingår i släktet Craspedosoma och familjen knöldubbelfotingar. Inga underarter finns listade i Catalogue of Life.